# محمد يسار عابدين
محمد يسار عابدين ، مهند س و أكاديمي سوري من دمشق . أستاذ وعميد في كلية الهندسة المعمارية بجامعة دمشق. يتمتع بخبرة إدارية وأكاديمية واسعة، حيث شغل عدة مناصب قيادية هامة، أبرزها منصب رئيس جامعة دمشق من عام 2020 إلى 2022.

## ولادته وتحصيله
وُلد في دمشق و ينحدر الدكتور من أسرة دمشقية معروفة، لها جذور عميقة في المجتمع الدمشقي.. تلقى تعليمه في مدارس دمشق وتخرج من جامعة دمشق،دكتوراه في التخطيط والبيئة عام 1998 من جمهورية مصر العربية. عام 1998 يظهر هذا التخصص اهتمامه بالتخطيط العمراني والبيئي، وهو مجال حيوي في الهندسة المعمارية والتنمية المستدامة.

## عمله ووظائفه
أستاذ في كلية الهندسة المعمارية، جامعة دمشق.ويعتبر عضواً فاعلاً في الهيئة التدريسية بالكلية.عميد كلية الهندسة المعمارية، جامعة دمشق،المدير العام للشركة العامة للدراسات والاستشارات الفنية.الفترة: بين 2018 و 2019.وهي شركة حكومية أخرى ذات طبيعة استشارية، مما يؤكد على دوره في قطاع الدراسات الفنية وتقديم الحلول الهندسية.المدير العام للشركة العامة للدراسات الهندسية.الفترة: من 25 مايو (أيار) 2019 إلى 2 نوفمبر (تشرين الثاني) 2020. هذه الشركة حكومية متخصصة في تقديم الاستشارات والدراسات الهندسية لمشاريع مختلفة، وتشير إدارته لها إلى خبرته العملية في تطبيق المعرفة الهندسية على مشاريع البنية التحتية والتنمية.رئيس جامعة دمشق.الفترة: من 20 أكتوبر (تشرين الأول) 2020 إلى 2022. تولى هذا المنصب الرفيع خلفاً للدكتور محمد ماهر قباقيبي، وتم تعيينه لمدة ثلاث سنوات. يُعد منصب رئيس الجامعة هو الأعلى في الهيكل الإداري للجامعة، ويشمل مسؤولية الإشراف على جميع الكليات والأقسام والشؤون الأكاديمية والإدارية والمالية للجامعة.